# Stetholiodes turnai
Stetholiodes turnai es una especie de escarabajo del género Stetholiodes de la familia Leiodidae. Fue descrito por primera vez por Angelini y Švec en 1994.

## Distribución
Esta especie se encuentra principalmente en:
- República Popular China
  - Hubei
  - Sichuan
  - Yunnan